# Gonatodes purpurogularis
Gonatodes purpurogularis este o specie de șopârle din genul Gonatodes, familia Gekkonidae, descrisă de Esqueda în anul 2004.
Este endemică în Venezuela. Conform Catalogue of Life specia Gonatodes purpurogularis nu are subspecii cunoscute.